# Hans Dietrich von Tettau
Hans (Johann) Dietrich von Tettau (1620 – 30. Mai 1687 in Wicken) war ein brandenburgisch-preußischer Jurist und Hofrat.

## Leben

### Herkunft und Familie
Hans Dietrich von Tettau war Angehöriger des preußischen Adelsgeschlechts von Tettau. Seine Eltern waren nach Fischbach (Lit.) der Oberburggraf und Landhofmeister des Herzogtums Preußen Hans Eberhard von Tettau (1585–1653) und Sophia, geborene von Schlieben (1600–1675). Dann war der preußische Hofrat Georg Abel von Tettau (1618–1677) sein Bruder und er vermählte sich 1669 mit Hedwig Sophia von Hoverbeck, Tochter des Gesandten in Warschau Johann von Hoverbeck (1606–1682). Aus dieser Ehe sind drei Töchter und ein Sohn hervorgegangen. Als Eltern werden auch genannt: Johann (Hans) von Tetau zu Schönbruch und Powarschen († 1630) und Maria, geborene von Proeck († 1630). Dann war er in erster Ehe mit Katarina von Brandt (1634–1651), einer Tochter des preußischen Obermarschalls Ahasverus von Brandt (1580–1654) und in zweiter Ehe mit Dorothea von Borcke († 1689) vermählt. Zu seinen über 14 Kindern zählen dann die beiden preußischen Minister Dietrich von Tettau (1654–1730) und Friedrich von Tettau (1664–1748), sowie der preußische Generalmajor Daniel von Tettau (1670–1709). Dazu zählen auch der hessen-kasselsche Generalmajor Albrecht von Tettau (* 1661; † 15. November 1703) gefallen bei Speyerbach und seine Schwester Maria Barbara (* 1665; † 30. Juli 1684) verheiratet mit Melchior von Tettau (1652–1708), dem Bruder des Generalleutnants Johann Georg von Tettau, sowie Luise Katharina (1672–1732) verheiratet mit dem Staatsmann Sigismund von Wallenrodt.

### Werdegang
Tettau wurde 1647 Hofgerichtsrat. 1653 wurde er Hauptmann zu Rastenburg. Er avancierte 1657 zum Oberappellationsgerichtsrat und war seit 1661 Landvogt zu Schaacken. Am 23. Oktober 1665 wurde er Oberrat und Oberkanzler des Herzogtum Preußen und war zuletzt kurbrandenburgischer Oberregierungsrat, Oberappellationsgerichtspräsident und Lehnsdirektor.
Tettau war entweder seit 1676 zu Körnen und Grundfeld im Kreis Preußisch Eylau, sowie seit 1680 zu Orschen oder zu Powarschen, Preußisch Arnau, Schönbruch, Rossitten, Wicken usw. begütert.
Er wurde in Königsberg in der Löbenichtschen Kirche beigesetzt.